# Liane Moriarty
Liane Moriarty (ur. 15 listopada 1966 w Sydney) – australijska pisarka, autorka bestsellerów. 

## Życiorys
Gdy skończyła szkołę średnią, pracowała w reklamie i marketingu, w firmie wydawniczej. Prowadziła także własną firmę. Uzyskała tytuł magistra na Macquarie University w Sydney. W 2004 r. wydała swoją pierwszą książkę Trzy życzenia. Pisarka mieszka w Sydney w Australii wraz z rodziną.

## Kariera pisarska
Wydana w 2014 r. książka Wielkie kłamstewka stała się najpopularniejszą wśród dzieł autorki. Została zekranizowana jako serial na HBO.
Kilka z jej książek otrzymało tytuł bestsellerów „The New York Timesa”.
Liane Moriarty odnosi międzynarodowe sukcesy, o czym świadczy ilość 46 krajów, w których jej utwory są publikowane. 

## Publikacje
- Trzy życzenia
- O czym zapomniała Alicja
- Sekret mojego męża
- Jabłka nigdy nie spadają
- Miłość i inne obsesje
- Dziewięcioro nieznajomych
- Kilka dni z życia Alice
- Moja wina, twoja wina
- A teraz śpij
- Wielkie kłamstewka
- Niedaleko pada jabłko